# Василів (місто)
Васи́лів — літописне давньоруське місто в середній Наддністрянщині на правому березі Дністра, яке було одним з найбільших та значних торгівельно-ремісничих центрів спочатку Теребовлянського, а пізніше  Галицького князівства (Галицько-Волинської держави).

Сьогодні – село Василів Заставнівського району Чернівецької області України та археологічна пам'ятка України національного значення «Василівське городище».

## Заснування міста
До ХІ ст. на території літописного Василева існувало невелике рядове поселення сільського типу. У цей час Середнє Подністров’я було долучено до складу Теребовлянського князівства, володарі якого проводили активну політику утвердження своєї влади на цих землях.

Один з правителів – Василько Ростиславич виношував наміри переселити в ці місця населення з Подунав'я. З цього приводу тогочасним літописцем зазначається:
|  | …переяти болгари Дунайские й посадити я у себе… |

Час виникнення міста, на переконання більшості дослідників, припадає на кінець ХІ – першу половину ХІІ ст., коли за ініціативи Теребовлянського князя Василька, на правому березі Дністра (навпроти гирла Серета) було закладено сторожову фортецю. Тогочасний судноплавний Дністер слугував водним торговим шляхом до Подунав'я, з яким теребовлянці підтримували тісні зв’язки. Вигідне розташування на перехресті водного та сухопутного (від Дністра до Берладської дороги) торгових шляхів обумовило формування тут поселення міського типу. Поступово укріплений двір перетворився у дитинець, а поселення – у поділ давньоруського міста. Згодом поблизу нього виросли феодальний замок, монастир та інші інституції, притаманні містам. Завдяки появі цього міста теребовлянські князі змогли укріпитися у Середньому Подністер’ї і значно поширити свою владу у Сиретсько-Дністровському межиріччі, активно заселяючи ці території.
 
Водночас, результати численних археологічних досліджень дають підстави стверджувати, що крім торгівельно-ремісничого поселення, літописний Василів був також резиденцією Васильковичів, а білокам’яний храм – їхньою родинною усипальницею.

Назва ж міста походить від імені його засновника.

Перша письмова згадка про поселення зафіксована в літописі 1230 р., у якій описуються події, пов’язані з боротьбою Данили Галицького з військами королевича Бели. Зазнавши розгрому під стольним Галичем угорці рятувалися втечею:

|  | …оттоуда же поиде король ко Василеву и перейде Днестрь и поиде ко Проуту… |

Наведене літописне повідомлення вказує на важливість цього міста. Очевидно, поблизу Василева, в той час, була переправа через ріку та починалася дорога на південь – у землі Подунав’я та Угорщини.

## Давньоруське місто
В часи свого розквіту у Василеві, за різнимим оцінками, мешкало від 20 до 40 тисяч жителів.  
Археологічні знахідки і межі, де їх знаходять, вказують на те, що місто займало значну площу (до 5 квадратних кілометрів) на правому березі Дністра – «город», та на лівому – «городок».

Василів, традиційно для давньоруських міст, включав: 
- фортецю-дитинець (урочище Замчище);
- город (урочища Мури, Торговище та Городище), де мешкала основна маса міського ремісничого населення; на північній околиці города, навпроти гирла Серета, розташовувалася пристань;
- передмістя (урочища Хом, Глинище, Монастирище), де розміщувалися феодальна садиба з оточуючими селами, монастир, слободи тощо.[2]

Із зовнішнього боку місто було огороджене дерев’яним частоколом, від якого до сьогодні збереглася траншея глибиною 0,8 м і шириною 0,6 м (із слідами дерева).

На думку багатьох дослідників складовою частиною літописного Василева було окреме поселення на лівому березі Дністра – городок.

### Фортеця-дитинець
Дитинець Василева (урочище «Замчище») розташовувався в північній частині поселення, на невисокому (10 – 15 м) мисі (розміром 130х110 м), що із східного боку обмежувався урвищем, а з трьох сторін – оборонним ровом, яким проходила, контрольована з фортечних стін, дорога від пристані до Холму (південного виїзду з міста). Сама твердиня була діаметром близько 80 м. Дерев’яні оборонні стіни зрубної конструкції в основі яких знаходились приміщення, в яких проживали воїни місцевого гарнізону, увінчувалися плоским дахом з «бойовими майданчиками».
 
Загалом забудова «Замчища» була цілком характерною для тогочасних феодальних замків. В межах городища також знаходилася дерев’яна церква.

### Внутрішній город
Город починався відразу за межами Дитинця, навколо якого розташовувався Василівський поділ, або торгово-ремісничий посад. В урочищі Мури, переважно, розміщувалися гончарні ремісничі майстерні (у цьому місці під час археологічних досліджень було виявлено дев'ять гончарних горнів одно- та двох'ярусної конструкції). 
Із західної сторони (в урочищі Торговище), розміщувалася Торгова площа. Ця рівна місцевість була, переважно, вільною від забудови. Лише в центрі площі виявлено руїни будівлі (камені, вугілля, уламки глиняного посуду ХІІ – першої половини ХІІІ ст. та глиняні полив’яні плитки, якими стелили підлоги в християнських храмах Давньої Русі). Очевидно, що тут, як і на торгових площах інших давньоруських міст, стояла дерев’яна церква.

Розміщення гончарних майстерень поруч з торговицею дозволяло ремісникам одночасно наглядати за роботою горнів, де випалювали глиняний посуд, і продавати свої вироби.

Основна частина города (урочище Городище – територія сучасного села) простягалася вздовж першої надлугової тераси Дністра з півночі на південь майже на 3 км. У цій частині міського посаду під час археологічних досліджень було виявлено, переважно, дерев'яні житла із стінами зрубно-стовпової конструкції, що опалювались глинобитними печами.

Річкова пристань, з причалами для лодій, на яких водним торгівельним шляхом (що допомагав підтримувати тісні зв'язки Середньої Наддністрянщини з Нижнім Подунав’ям) перевозились золото, прикраси,  хутра, парча, кераміка, масло і сіль, вино та інші товари, а торгували ним на Торговій площі.

Від Пристані до Торгової площі, попри Дитинець, проходила узвізна дорога (її залишки збереглися до наших днів).

За своїм основним призначенням пристань припинили використовувати в ХІІІ ст., проте вона продовжувала приносити користь місцевому населенню до 1918 року. До неї швартувалися дараби лісу, що сплавлялися з верхів’я Дністра. В кін. ХІХ ст. Василівським узвозом було прокладено вузькоколійку, якою кіньми тягнули вагони, навантажені лісом.

Залишки пристані (8 рядів кам’яних блоків) збереглися до наших днів.

Виявлені рештки будівлі ХІІ ст. на низькому березі Дністра, напроти гирла Серета, поблизу фортеці-дитинця, вказують точне місце розташування пристані, яка також була частиною паромної переправи з лівобережною частиною міста – Городком.

### Городок
На думку багатьох дослідників до складу літописного Василева також входив Городок.

Це окреме поселення (урочище Городок) розташовувалося на лівобережжі Дністра й на правому березі Серета (у його гирлі). Під час археологічних досліджень там виявлено рештки дерев’яних зрубів і поховання ХІІ-ХІІІ ст. 
Основним призначенням Городка було обслуговування паромної переправи. Її охорону забезпечувала невеличка залога, котра також розміщувалася у цій частині міста.

Після занепаду Василева  це поселення стало окремим населеним пунктом. Сьогодні – Городок Заліщицького району Тернопільської області.

### Храм-усипальниця
На південній околиці города (урочище Глинище) знаходився кафедральний собор. Білокам'яний храм, маючи типову галицьку структуру, був чотирьохстовбовим з трьома напівкруглими апсидами і однією головною, стіни прикрашалися різними візерунками, підлога викладалася різнобарвною кахельною плиткою.

Завдяки залишкам фундаменту дослідникам вдалося визначити розміри культової споруди - 13,5 м Х 21,5 м, товщина стін становила близько 1 м. Завдяки своїй висоті, святиня була не тільки архітектурною домінантою міста, а й слугувала свого роду орієнтиром для подорожуючих.

За реконструкцією історика-дослідника Григорія Логвина василівський храм був, практично, копією старовинного князівського собору св. Пантелеймона в Галичі.

За даними археологічних досліджень святиня також слугувала  усипальницею (у притворі храму виявлено п'ять саркофагів з давньоруськими похованнями) богатого і знатного роду. Зокрема, під час однієї з археологічних експедицій (середина ХХ ст.) під керівництвом Бориса Тимощука, у саркофазі біля північної стіни храму було виявлено залишки поховання нащадка князя Василька – Івана Ігоря Васильковича.

Руйнувати святиню почали під час монголо-татари вторгнення в ХІІІ ст. У XVIII ст. церкву майже донищели турецькі завойовники. А вже в  XIX ст. місцеві жителі перенесли старовинний престол до новозбудованого (1835) храму Різдва Богородиці, а рештки стін розібрали на будівельні матеріали.

Білокам’яний храм-усипальниця був головним, проте тільки одним з багатьох культових споруд стародавнього міста.  Літописець згадує, що за княжих часів у Василеві було близько сімдесяти церков і монастирів.

Навколо храму розміщувалося одне з чотирьох (виявлених) в межах міського посаду кладовищ (ХІІ-ХІІІ ст.). Воно ж на сьогодні є найповніше дослідженим. Зокрема, на його території розкопано 53 давніх поховання, з яких 39 виявились давньоруськими.

### Передмістя Василева
На південній околиці міста (урочище Хом або Холм) розташовувався Феодальний замок зрубової конструкції. Тут же розміщувалася невелика залога, яка забезпечувала охорону південного в'їзду у місто.
Всі речові знахідки на «городищі Холм» вкладаються в хронологічні рамки ХІІ – першої половини ХІІІ ст. В колекції знахідок є залізні наконечники стріл, уламки типового для Галицької Русі глиняного посуду, шиферні пряслиця, уламки скляних браслетів, бронзовий хрест-енколпіон.

За феодальною садибою поступово розвинулося передміське поселення (сьогодні – село Чуньків), яке знаходилося на початку шляху від літописного Василева до Берладської дороги.
 
На західній околиці міста (урочище Монастирище або Монастир) в часи розквіту літописного Василева існував Скельний православний монастир. На честь кого він був заснований, число насельників та інших даних щодо нього не зберіглося. За ним поступово розвинулося  приміське поселення. Дорога від центру Василева до урочища Монастир та поселення (сьогодні – село Кулівці) існує й сьогодні.

## Період занепаду
У 1258 році, після монголо-татарської навали, під час ординського іга, на вимогу темника і намісника дніпровського правобережжя Бурундая укріплення у всіх містах Галицько-Волинської держави було розібрано.

В цей час (загального занепаду міського життя на теренах Русі) припиняють існувати фортеця-дитинець та феодальний замок. Як неукріпленне поселення, Василів продовжував існувати, проте життя торговельно-ремісничого посаду також завмерло.
Дністер, як торговий шлях з Руського моря в Галич, став небезпечним і втратив своє значення, а це в житті міста відігравало основну економічну роль. І, коли у другій половині XIV ст. почався процес відродження міст, Василів, втративши важливе торгове значення, уже не міг піднятися до рівня міста.

У молдавській феодальній грамоті від 1448 року, Василів вже згадується як рядове феодально залежне село:

|  | …на имя Василовъ на Днестре… |

## Археологічні дослідження
Залишки літописного Василева, давньоруського поселення ХІІ-ХІІІ ст., були предметом археологічних досліджень у різні історичні періоди.

### Австрійський період
Окремі повідомлення про те, що це звичайне село в минулому було багатим процвітаючим містом зафіксовані на початку ХІХ ст. Так, у 1821-1823 рр. на місці ремісничого посаду селяни знайшли скарб срібних давньоруських речей, про що повідомили Галицького губернатора.

Наукові дослідження пам’ятки розпочалися в кінці ХІХ ст. У 1899 р. Р.Ф. Кайндль проводив археологічні розвідки на правому березі Дністра, в результаті чого відкрито залишки давньоруського міста. Складові частини міста виявлені в урочищі Городище, на горі Хом, поза нею і далі на інших пагорбах у західному напрямку аж до урочища Монастир. Дослідник вже тоді записав перекази та легенди місцевого населення, згідно з якими поселення в давнину мало 70 церков. Р. Кайдль дослідив рештки цвинтарів ХІІ – ХІІІ ст. на схилі гори Хом, та на протилежному невисокому пагорбі в селі. У 1900 р. науковець на березі Дністра виявив залишки ремісничої гончарної майстерні з піччю про що звітував перед Центральною комісією із збереження і дослідження історичних пам’яток. Р.Ф. Кайндль у цілому правильно продатував виявлені рештки і оцінив цю давньоруську пам’ятку.

Історією міста цікавився також і М. Грушевський, з посиланнями на дослідження Р.Ф. Кайндля. Вони, на його думку, підтверджували гіпотезу Д.І. Зубрицького і дозволяли локалізувати літописне місто Василів на правому березі Дністра, навпроти устя р. Серету.

### Румунській період
В період румунської окупації Північної Буковини, владі, котра всіляко нав'язувала міфи про «споконвічну приналежність всієї території Буковини  до румунської цивілізації», ідеологічно було невигідною будь-яка згадка про історичну приналежність цих земель до Руської держави. У зв'язку з цим було заборонено продовжувати будь-які дослідження у Василеві. Зокрема, ініційована (на межі 20-30-их років ХХ ст.) відомим науковцем Ярославом Пастернаком чергова міжнародна археологічна експедиція у Василів була заборонена румунською адміністрацією. Його не пропустили через кордон, і він змушений був зі Снятина повернутися до Львова.

### Радянський період
Значний вклад у дослідження літописного міста зробив відомий археолог Б.О. Тимощук, який протягом кінця 1940-х – 50-х рр. проводив археологічні розкопки на території Василева. В результаті досліджень виявлені рештки білокам’яного храму, ремісничі майстерні, горни для випалу посуду, могильники з похованнями у саркофагах, костницях, кам’яних кромлехах, досліджені дитинець міста в ур. Замчище, ремісничий посад в ур. Мури, торгова площа в ур. Торговиця, на Дністрі – пристань, печерний монастир в ур. Монастир, та феодальний замок в ур. Хом. Менше досліджувалася периферія міста. В різні роки поруч із Б.О. Тимощуком працювали тут Г. Логвин, І. Русанова, І. Винокур, І. Свєшніков, П. Бирня, О. Плаксій.
 
У 1980-х рр. археологічне вивчення Василева продовжив Б.П. Томенчук. Він дослідив оборонні споруди дитинця з рештками дерев’яної церкви на ньому, могильник, декілька жител та гончарні печі на посаді літописного міста. Виявлений у результаті розкопок археологічний матеріал показав, що у XII - першій половині XIII ст. на березі Дністра, на місці впадіння в нього р. Серет, розміщувалося велике торгове місто із розвинутою інфраструктурою.

### Період незалежної України
З висновками археологічних досліджень попередніх історичних періодів щодо існування на місці сучасного села Василів одноіменного давньоруського міста    на сьогоднішній день погоджуються більшість науковців, що підтверджується матеріалами багатьох колективних і монографічних публікацій 
У 90-х роках ХХ ст. у Василеві працювали археологічні експедиції Буковинського центру археологічних досліджень, які займалися вивченням широкого спектру питань, пов’язаних з історією літописного міста.